# مدرسة محيط النور الدولية
مدرسة محيط النور الدولية، الواقعة في تونغا، هي مدرسة بهائية دولية خاصة تأسست في عام 1996، وهي مكرسة لتنمية الإمكانات الروحية والفكرية والجسدية للطلاب. تسعى المدرسة إلى تعزيز مفهوم الوحدة في التنوع، وتعمل على بناء مجتمع عالمي جديد يتماشى مع مبادئ المواطنة العالمية ونظام قيم عالمي. تهدف المدرسة إلى تزويد الطلاب بالقدرات والمهارات اللازمة لتمكينهم من إعالة أسرهم والمساهمة بشكل فعال في السلام والازدهار، بالإضافة إلى المشاركة في إنشاء مؤسسات وعلاقات جديدة ترتكز على القيم الإنسانية المشتركة.
يتم إدارة المدرسة من قبل مجلس تعليمي غير ربحي يتم ترشيحه من قبل الجمعية الروحية الوطنية للبهائيين في تونغا. تسعى المدرسة إلى دمج المبادئ البهائية في المناهج الدراسية وتنظيم المدرسة بشكل عام. تقع المدرسة في منطقة كولوموتو أ / هوفوا، على بعد حوالي 3 كيلومترات من وسط مدينة نوكو ألوفا. تقدم المدرسة فصولاً دراسية من مرحلة الروضة (3 سنوات) حتى دبلوم المدرسة الثانوية باستخدام امتحانات كامبريدج الدولية، بما في ذلك الشهادة العامة الدولية للتعليم الثانوي.
تم إدراج مدرسة محيط النور من قبل وزارة الدفاع الأسترالية كـ "مدرسة معيارية" للمرحلة الابتدائية والثانوية للمبعوثين إلى تونغا.
- افتتحت المباني الجديدة للمدرسة في احتفال حضره ولي العهد الأمير توبوتوا من تونغا، الذي قام بقص الشريط في هذه المناسبة.[3]
- في عام 2006، في الذكرى السنوية العاشرة لتأسيسها، أشاد رئيس وزراء مملكة تونغا، معالي الدكتور فريد سيفيل، بالفلسفة التعليمية للمدرسة والتي تجمع بين الجوانب الأكاديمية والفضائل الروحية.[1]

## الروابط الخارجية
- الموقع الرسمي

21°8′21″S 175°13′53″W / 21.13917°S 175.23139°W